# 로만 혼튜크
로만 볼로디미로비치 혼튜크(우크라이나어: Рома́н Володи́мирович Гонтю́к, 1984년 2월 2일~)는 우크라이나의 유도 선수이다. 올림픽에 3회 참가하여 2004년 하계 올림픽 남자 하프미들급에서 은메달, 2008년 하계 올림픽 남자 하프미들급에서 동메달을 획득했다.